# パトリシア・モイーズ
パトリシア・モイーズ（Patricia Moyes、1923年1月19日 - 2000年8月2日）は、イギリスの推理作家。
ロンドン警視庁（スコットランド・ヤード）のヘンリ・ティベット (Henry Tibbett) 警部とその妻エミーが活躍する推理小説シリーズを執筆。『死の贈物』（Who Saw Her Die、米版タイトルMany Deadly Returns）は1971年エドガー賞にノミネートされた。

## 生涯
アイルランド自由国の首都ダブリンで、インド高等文官の父アーネスト・パッケナム＝ウォルシュと母マリオン（モリー）・ストラチャンの娘に生まれる。オーバーストーン女学校で教育を受けたのち、1939年婦人補助空軍に入隊した。
1946年、ピーター・ユスティノフに映画の技術助手として採用され、その後、8年にわたってユスティノフの個人秘書を務めた。
1960年、イアン・カーマイケルらが主演した映画 School for Scoundrels の脚本を共同執筆。
職を転じ、ロンドンの『VOGUE』誌で編集補佐として働くかたわら、ジャン・アヌイの1940年の舞台 Léocadia を Time Remembered という題名で訳出。この舞台が1958年のトニー賞に輝き、成功を収めたモイーズはVOGUEを退職し、推理小説の執筆を始める。
1951年に写真家のジョン・モイーズと結婚（1957年に離婚）。のちに国際通貨基金で働くジェイムズ・ハスザードと再婚。
2000年8月2日、イギリス領ヴァージン諸島のヴァージン・ゴルダ島の自宅で死去（死因は明かされていない）。77歳没。

## 作品リスト

### ヘンリ・ティベット警部シリーズ
- 『死人はスキーをしない』（Dead Men Don't Ski (1959)、小笠原豊樹訳、ハヤカワ・ミステリ） 1964、のち早川書房 世界ミステリ全集 1973、のちハヤカワ・ミステリ文庫 1976
- 『沈んだ船員』（The Sunken Sailor / Down Among the Dead Men (1961)、皆河宗一訳、ハヤカワ・ミステリ） 1965、のちハヤカワ・ミステリ文庫 1981
- 『死の会議録』（Death on the Agenda (1962)、大橋吉之輔訳、ハヤカワ・ミステリ） 1964
- 『殺人ア・ラ・モード』（Murder a la Mode (1963)、山崎昂一訳、ハヤカワ・ミステリ） 1969
- 『流れる星』（Falling Star (1964)、山崎昂一訳、ハヤカワ・ミステリ） 1965
- 『大空に消える』（Johnny Under Ground (1965)、金田文夫訳、ハヤカワ・ミステリ） 1972
- 『殺人ファンタスティック』（Murder Fantastical (1967)、深町眞理子訳、ハヤカワ・ミステリ）1968、のちハヤカワ・ミステリ文庫 1977
- 『死とやさしい伯父』（Death and the Dutch Uncle (1968)、隅田たけ子訳、ハヤカワ・ミステリ） 1972
- 『死の贈物』（Who Saw Her Die? / Many Deadly Returns (1970)、皆藤幸蔵訳、ハヤカワ・ミステリ）  1971
- 『雪と罪の季節』（Season of Snows and Sins (1971)、谷亀利一訳、ハヤカワ・ミステリ） 1980
- 『第三の犬』（The Curious Affair of the Third Dog (1973)、山口午良訳、ハヤカワ・ミステリ） 1975
- 『死は海風に乗って』（Black Widower (1975)、山本俊子訳、ハヤカワ・ミステリ） 1984
- 『ココナッツ殺人』（To Kill a Coconut / The Coconut Killings (1977)、皆藤幸蔵訳、ハヤカワ・ミステリ） 1979
- 『サイモンは誰か？』（Who Is Simon Warwick? (1978)、皆藤幸蔵訳、ハヤカワ・ミステリ） 1980
- 『死の天使』（Angel Death (1980)、山本俊子訳、ハヤカワ・ミステリ） 1981
- 『死のクロスワード』（A Six-Letter Word for Death (1983)、嵯峨静江訳、ハヤカワ・ミステリ） 1984
- 『死への夜行フェリー』（Night Ferry to Death (1985)、嵯峨静江訳、ハヤカワ・ミステリ） 1986
- 『黒い娘、白い娘』（Black Girl, White Girl (1989)、山本俊子訳、ハヤカワ・ミステリ）  1991
- 『ブルー・ムーン亭の秘密』（Twice in a Blue Moon (1993)、近藤麻里子訳、ハヤカワ・ミステリ）  1994

### その他の作品
- Time Remembered（1950) - 舞台。ジャン・アヌイのLéocadiaの翻訳
- Helter-Skelter (1968) - 子供向けミステリー
- After All, They're Only Cats（1973）
- 『猫と話しませんか?』（How to Talk to Your Cat（1978）、深町眞理子訳、晶文社） 1979
- Who Killed Father Christmas/ And Other Unseasonable Demises（1996） - 短編集